# メルセデス・ベンツ・C215
メルセデス・ベンツ・C215（Mercedes-Benz C215）は、ドイツ・アメリカ合衆国の自動車メーカーダイムラー・クライスラー（現ダイムラー）が生産し、同社がメルセデス・ベンツブランドで販売していた2代目CLクラスである（C215はそのコードネーム）。C215はSクラス (メルセデス・ベンツ・W220) のプラットフォームをベースにしているが、大排気量のエンジンのみがラインナップされた。
1999年のジュネーブモーターショーでCL500が発表され、日本とヨーロッパでは1999年秋から販売された。2000年に12気筒エンジンのCL600が追加された。2006年3月にフルモデルチェンジされるまで46,000台のC215が販売された。

## 装備
C215には金属バネをベースとしたアクティブサスペンションである アクティブ・ボディ・コントロール（ABC）が採用され、ドイツ車で初めてアクティブサスペンションを装備した車種となった。このテクノロジーはCLクラス以外ではSクラスとSLクラスのみに採用されている。
他にも以下の装備が搭載されている。
- BAS（ブレーキアシスト）
- バイキセノンヘッドライト & ヘッドライトウォッシャー
- パークトロニック（駐車支援システム）
- マルチファンクションステアリング
- ティップシフト
- クルーズコントロール & 可変スピードリミッター
- メモリー付きインテグラルシート（前席）

オプション装備:
- レーダーによって先行車を認識する ディストロニック
- マルチコントロールシートバック&シートベンチレーター（前席）（CL500に設定）

### マイナーチェンジ
2002年にマイナーチェンジし、ヘッドライトとフロントバンパーの意匠が変更された。
CL600とCL55 AMGは新開発のエンジンが搭載された。全てのモデルに装備されているアクティブ・ボディ・コントロール（ABC）が改良され、アクティブサスペンションの制御が車両重量を考慮したものに改善された。

## エンジン
発売から2002年のマイナーチェンジまでCL600に搭載されていた5.8L V型12気筒エンジンは、2個のスパークプラグをタイミングをずらして点火させるデュアルイグニッションや、低負荷時に左側バンク6気筒を停止させるシリンダー・カットオフ・システム（ZAS）が採用されていた。2002年のマイナーチェンジで新たに搭載された新開発のツインターボチャージャー付き5.5L V型12気筒エンジンは、マイナーチェンジ前のものと比べて最高出力が36パーセント、最大トルクは51パーセント向上した一方で、シリンダー・カットオフ・システムは採用されなかった。
CL500には、5.0L V型8気筒エンジンが搭載された。トランスミッションは2003年10月までは5速オートマチックトランスミッションが搭載され、2003年11月からは7速ATである7G-TRONICが搭載された。
CL55 AMGには、発売からマイナーチェンジまでは自然吸気の5.4 L V8エンジンが搭載されていた。マイナーチェンジに伴いスーパーチャージャーを組み合わせたものに変更され、最高出力は360PSからCL600のV12エンジンと同等の500PSにまで向上した。また、同時に5速ATにマニュアルモードが追加された。
2001年11月に51台のみが製造され、その内わずか26台しか一般に販売されなかったCL63 AMGには、6.3LのV型12気筒エンジンが搭載された。なお、CL63 AMGはメルセデス・ベンツ自体ではなく子会社のメルセデスAMGを通じて販売された。
2003年に登場したCL65 AMGには、最高出力612PS、最大トルク1000Nmを発揮する6.5LのV型12気筒エンジンが搭載された。

### テクニカルデータ
|                    | CL 500                   | CL 500                   | CL 55 AMG                | CL 55 AMG                          | CL 600                   | CL 600                      | CL 63 AMG                | CL 65 AMG                   |
| ------------------ | ------------------------ | ------------------------ | ------------------------ | ---------------------------------- | ------------------------ | --------------------------- | ------------------------ | --------------------------- |
| 販売期間           | 1999−2003                | 2003−2006                | 2000−2002                | 2002−2006                          | 1999−2002                | 2002−2006                   | 2002                     | 2003−2006                   |
| ステアリング       | 左/右                    | 左/右                    | 左                       | 左                                 | 左                       | 左                          | 左                       | 左                          |
| トランスミッション | 電子制御5速A/T           | 電子制御7速A/T           | 電子制御5速A/T           | 電子制御5速A/T                     | 電子制御5速A/T           | 電子制御5速A/T              | 電子制御5速A/T           | 電子制御5速A/T              |
| エンジン型式       | M113E50                  | M113E50                  | M113E55                  | M113E55ML                          | M137E58                  | M275KE55LA                  | M137E63                  | M275KE60LA                  |
| 種類・シリンダー数 | SOHC V型8気筒            | SOHC V型8気筒            | SOHC V型8気筒            | SOHC V型8気筒 スーパーチャージャー | SOHC V型12気筒           | SOHC V型12気筒 ツインターボ | SOHC V型12気筒           | SOHC V型12気筒 ツインターボ |
| 総排気量           | 4966 cc                  | 4966 cc                  | 5439 cc                  | 5439 cc                            | 5786 cc                  | 5513 cc                     | 6258 cc                  | 5980 cc                     |
| 最高出力           | 225 kW (306 PS) 5600 rpm | 225 kW (306 PS) 5600 rpm | 265 kW (360 PS) 5500 rpm | 368 kW (500 PS) 6100 rpm           | 270 kW (367 PS) 5500 rpm | 368 kW (500 PS) 5000 rpm    | 326 kW (444 PS) 5500 rpm | 450 kW (612 PS) 4800 rpm    |
| 最大トルク         | 460 Nm 2700-4250 rpm     | 460 Nm 2700-4250 rpm     | 530 Nm 3150-4500 rpm     | 700 Nm 2750 rpm                    | 530 Nm 4100 rpm          | 800 Nm 1800-3500 rpm        | 620 Nm 4400 rpm          | 1000 Nm 2000-4000 rpm       |